# Venâncio Baldasso
Venâncio Cini Baldasso, noto semplicemente come Venâncio Baldasso (Carlos Barbosa, 1º luglio 1993), è un giocatore di calcio a 5 brasiliano, centrale difensivo della Feldi Eboli.

## Carriera

### Club
Impiegato come centrale difensivo, Baldasso inizia la carriera nella squadra della sua città natale, il Carlos Barbosa, con cui vince la Liga Nacional 2015. 
Al gennaio 2019 risale la sua prima esperienza europea, in maglia Fundão.
Nell'estate 2020, inizialmente ingaggiato dal Real Rieti, a seguito della non iscrizione dei sabini firma con la Meta Catania, dove raggiunge la finale scudetto.
Una stagione in Russia, quindi nel 2022 il ritorno in Italia alla Feldi Eboli, con la quale si laurea campione nazionale alla prima stagione.

### Nazionale
Con la nazionale under 21 del Brasile ha vinto, nel 2013, il campionato sudamericano di categoria.

## Palmarès

### Club
- Campionato brasiliano: 1

Carlos Barbosa: 2015
- Campionato italiano: 1

Feldi Eboli: 2022-23

### Nazionale
- Campionato sudamericano Under-21: 1

Venezuela 2013

### Individuale
- MVP della finale Scudetto: 1

2023